# Drozdovití
Drozdovití (Turdidae) je početná čeleď řádu pěvců, zastoupená zejména na kontinentech východní polokoule.
Drozdovití jsou mírně zavalití, malí až středně velcí ptáci žijící v lesích. Jejich velikost se pohybuje v rozmezí od 14,5 cm velkého skalníka lesního (Monticola sharpei) až po 33 cm velkého modravce siného (Myophonus caeruleus). Opeření většiny druhů je šedé nebo hnědé, často se skvrnami.
Jsou hmyzožraví, ale většina jejich zástupců požírá také červy, žížaly, plže a různé plody. Druhy z teplých oblastí bývají obvykle stálé, zatímco ty z oblastí chladnějších na zimu migrují směrem na jih a často přitom překonávají i značné vzdálenosti.
Drozdovití si staví pohárovitá hnízda, která bývají často vymazána tvrdou hlinitou vrstvou. Jejich typická snůška čítá 2–5 většinou skvrnitých vajec, často přitom hnízdí 2× i vícekrát za rok. Na péči o mláďata se podílí oba rodiče.
Některé druhy, zejména zástupci rodů Catharus, Myadestes a Turdus, jsou známí i díky svému výraznému a melodickému zpěvu, který bývá často označován za nejkrásnější v celé ptačí říši vůbec.

## Taxonomie
Taxonomické řazení této početné čeledi prošlo během několika uplynulých let výraznými změnami. V minulosti byl např. mezi drozdovité do podčeledi Saxicolini řazen i slavík a červenka obecná, nyní je však většina autorů řadí do čeledi lejskovitých (Muscicapidae).
- Čeleď drozdovití (Turdidae)[p 1]
  - Rod Turdus – asi 65 druhů, 1 nedávno vyhynulý
  - Rod Platycichla – 2 druhy
  - Rod Nesocichla – 1 druh
  - Rod Cichlherminia – 1 druh
  - Rod Psophocichla – 1 druh
  - Rod Zoothera – asi 22 druhů, 1 nedávno vyhynulý
  - Rod Catharus – 12 druhů
  - Rod Hylocichla – 1 druh
  - Rod Ridgwayia – 1 druh
  - Rod Ixoreus – 1 druh
  - Rod Geomalia – 1 druh
  - Rod Cataponera – 1 druh
  - Rod Sialia – 3 druhy
  - Rod Grandala – 1 druh
  - Rod Cichlopsis – 1 druh
  - Rod Entomodestes – 2 druhy
  - Rod Myadestes – 10–11 žijících druhů, 2–3 nedávno vyhynulí
  - Rod Neocossyphus – 4 druhy
  - Rod Cochoa – 4 druhy
  - Rod Chlamydochaera – 1 druh